# Bergwinterkoning
De bergwinterkoning (Troglodytes solstitialis) is een zangvogel uit de familie Troglodytidae (Winterkoningen).

## Verspreiding en leefgebied
Deze soort komt voor van Colombia tot noordelijk Argentinië en telt 5 ondersoorten:
- Troglodytes solstitialis solitarius: westelijk en centraal Colombia en westelijk Venezuela.
- Troglodytes solstitialis solstitialis: zuidwestelijk Colombia, Ecuador en noordwestelijk Peru.
- Troglodytes solstitialis macrourus: het oostelijke deel van Centraal-Peru.
- Troglodytes solstitialis frater: zuidoostelijk Peru en Bolivia.
- Troglodytes solstitialis auricularis: noordwestelijk Argentinië.